# Patty Loverock
Patty Loverock, född 21 februari 1953, är en friidrottare från Kanada. Hon deltog vid olympiska sommarspelen 1976.